# Arquitectura índia
L'arquitectura de Índia es basa en la seva història cultura i religió. L'arquitectura índia ha progressat al larg del temps i assimilat les moltes influències que han vingut com a resultat de la història de l'Índia i el contacte amb altres regions del món a través del seu passat mil·lenari. Els mètodes arquitectònics practicats a l'Índia són el resultat de l'examen i aplicació de les seves tradicions constructives ja establertes i les interaccions culturals foranes
També aquesta tradició oriental ha incorporat els valors moderns quan l'Índia es va convertir en un Estat-nació modern. Les reformes econòmiques de 1991 van reforçar encara més l'arquitectura urbana de l'Índia a mesura que aquest país es va integrar cada vegada més en l'economia mundial. El tradicional  Vastu Shastra  segueix sent influent en l'arquitectura de l'Índia durant l'època contemporània.

## La civilització de la vall de l'Indus (2700 aC-1700 aC)

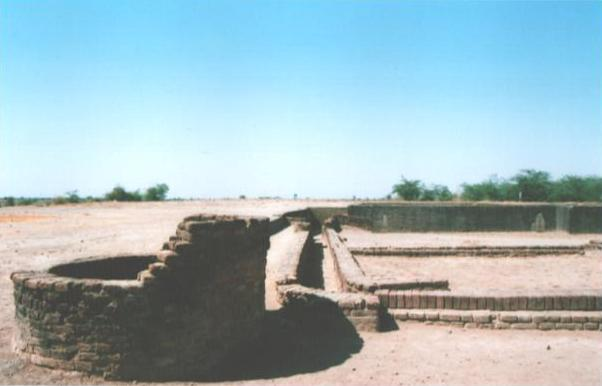
Un pou del sistema de drenatge a Lothal

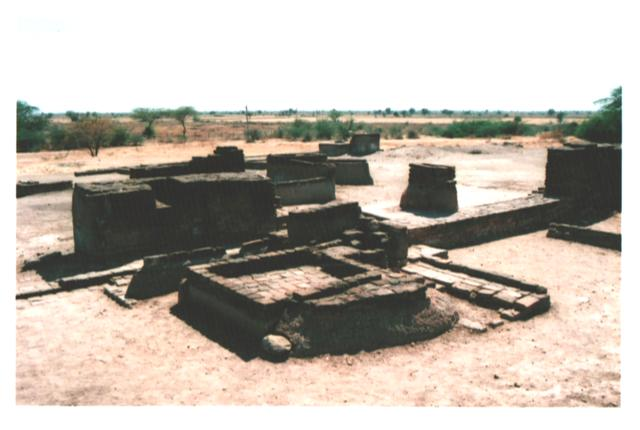
Uns lavabos excavata a Lothal

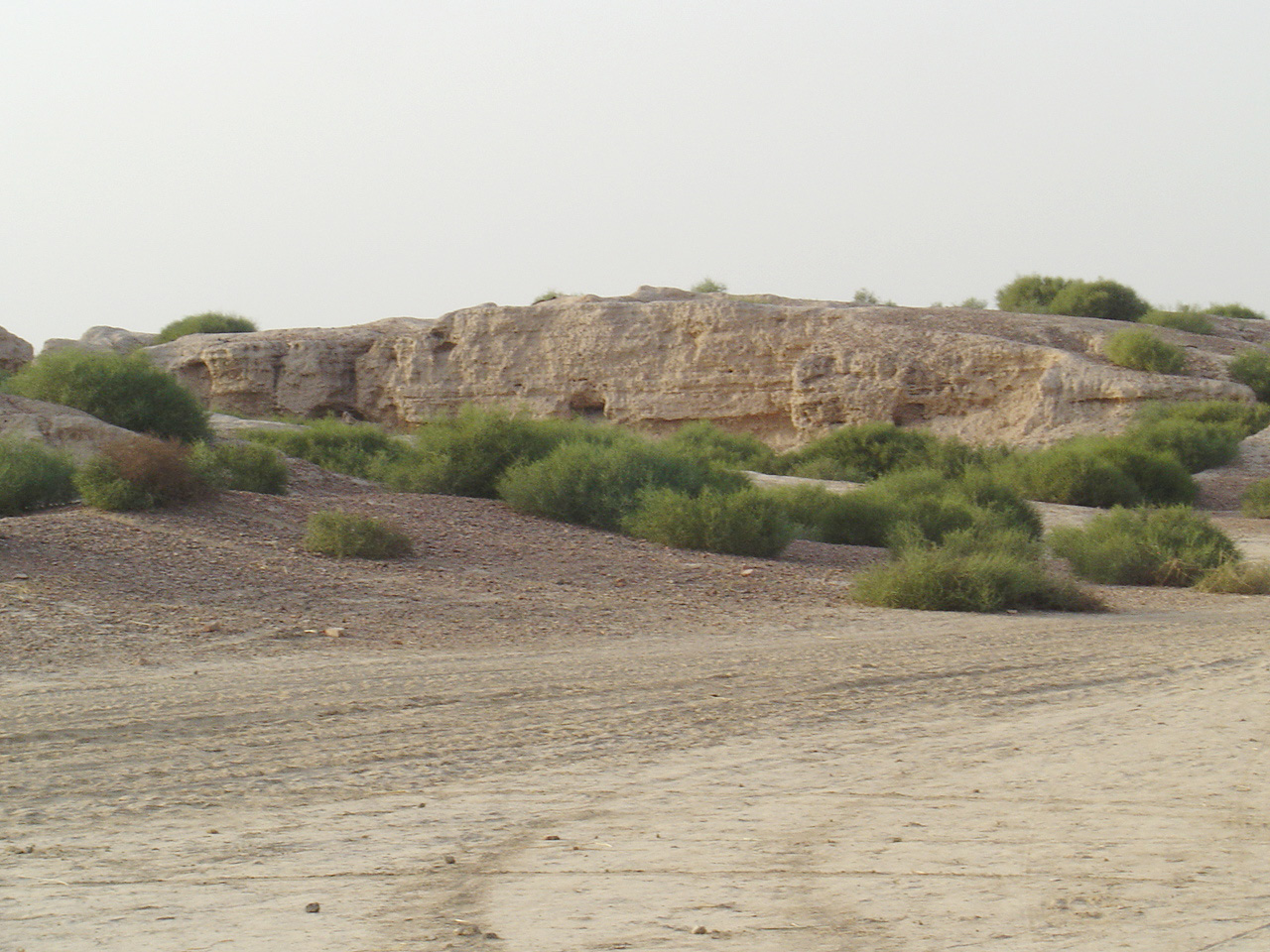
La ciutadella Kalibangan

La civilització de la Vall del riu Indus (IVC) va sorgir en l'edat del bronze cap 2700–1700 aC als actuals Pakistan i el nord-oest de l'Índia. Aquesta civilització va arribar a tenir 5 milions d'habitants.
Les seves ciutats tenien les cases construïdes amb maons i comptaven amb sistemes de drenatge i un dels sistemes de lavabos i infraestructures sanitàries més ben desenvolupats del món antic. L'urbanisme era en quàdrícules i els carreres eren rectes.
La fase de maduresa d'aquesta civilització rep el nom de Civilització Harappana. Els principals assentments són els de Harappa, Lothal, Mohenjo-daro, Dholavira, Kalibanga, i Rakhigarhi.

## Període post Maha Janapadas (1600 aC—200)

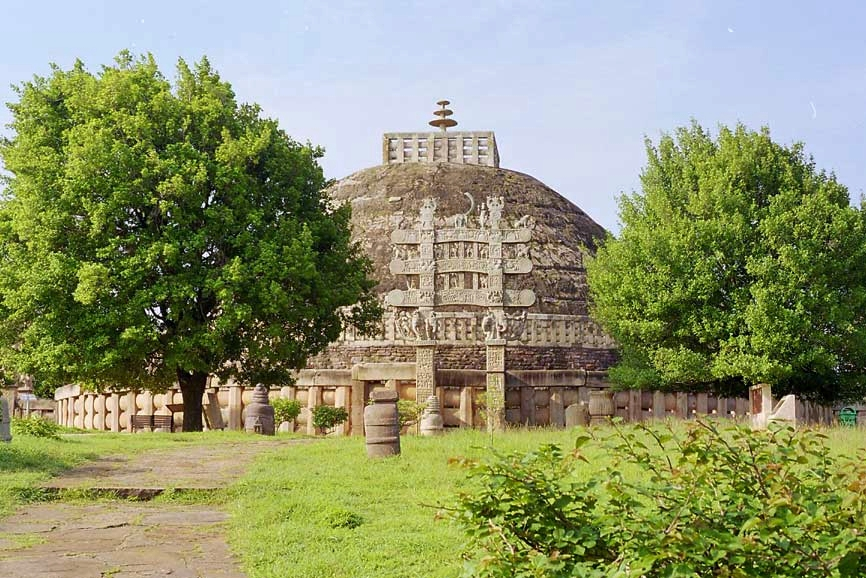
La Gran Estupa a Sanchi del segle IV a.C.

L'estupa budista es va fer servir a l'Índia com a monument commemoratiu religiós.

## Des de l'any 200 al 1200

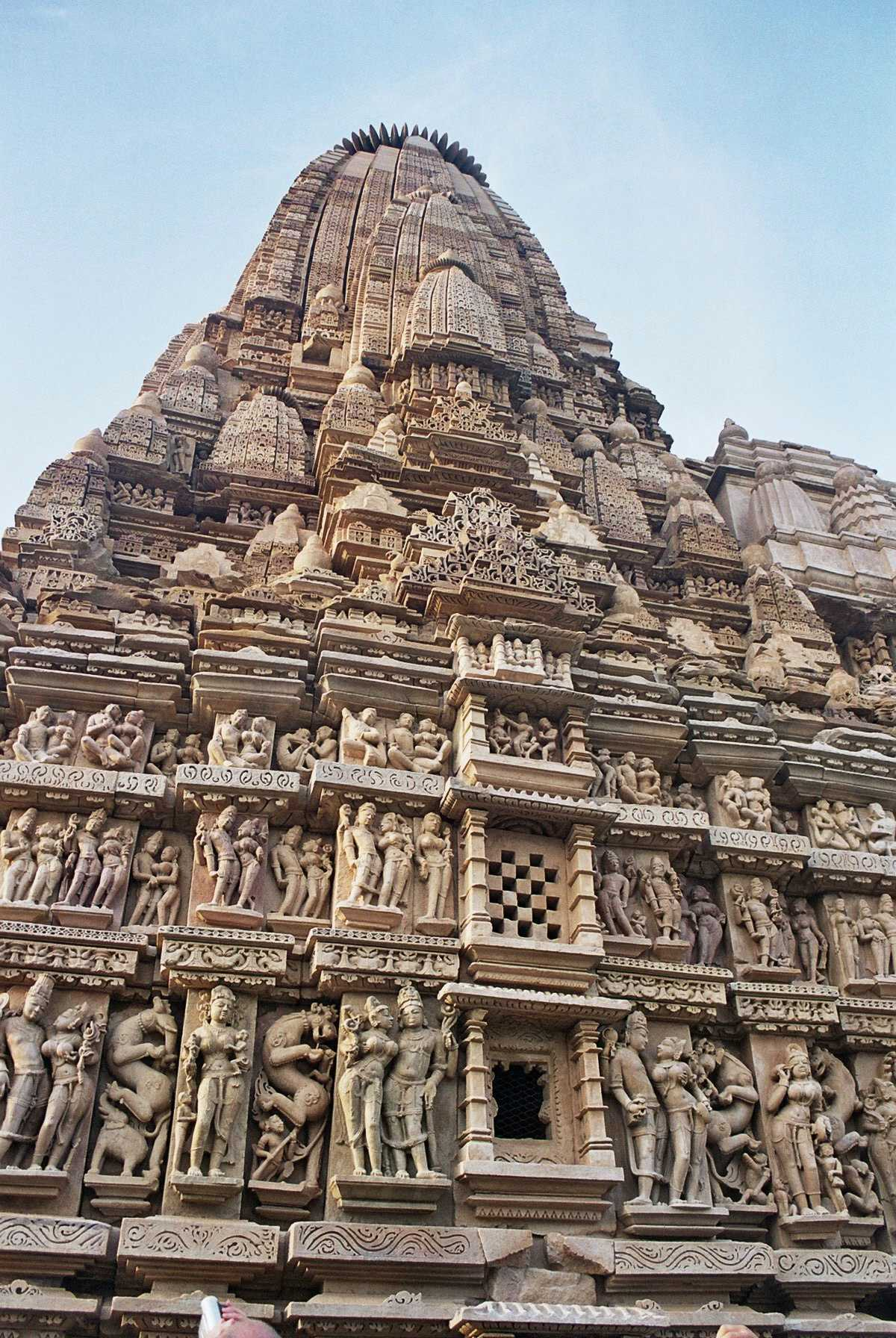
Temple a Khajuraho

Hi va haver universitats amb milers d'estudiants a Nalanda i Valabhi entre els segles IV i VIII. Hi va haver un estil d'arquitectura diferenciat en els temples del sud de l'Índia al segle VII

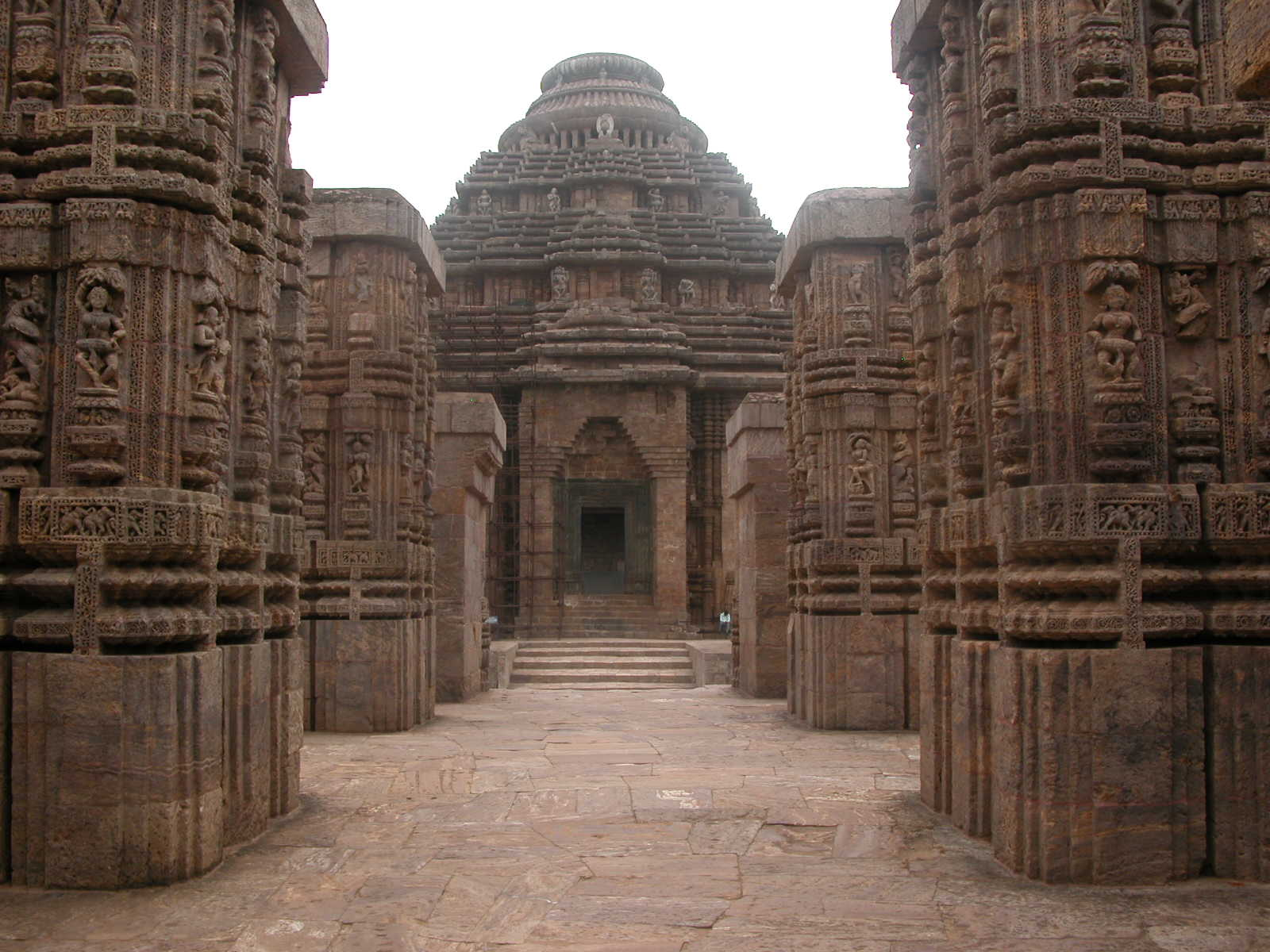
Temple Konark Sun.

Al nord de lÍndia els temples van experimentar una elevació de les seves parets i una agulla molt elaborada cap al segle X. També es va desenvolupar els grups escultòrics en les edificacions, com per exemple al Temple de Lingaraj a el Temple del Sol a Konark i el Temple de Brihadishwar a Thanjavur, Tamil Nadu.

## Des de l'any 1100 al 1526)
L'arquitectura Vijayanagara es va desenvolupar al període 1336 – 1565 durant l'Imperi Vijayanagar al sud de l'Índia a l'actual Karnataka. A més de temples es van construir estructures administratives al deccan.
Els temples durant aquest període de l'estil Hoysala inclouen el Temple de Chennakesava  a Belur, el Temple de Hoysaleswara a Halebidu, i el Temple de Chennakesava a Somanathapura.

## Influència islàmica i Era Mughal (1526 -1857)

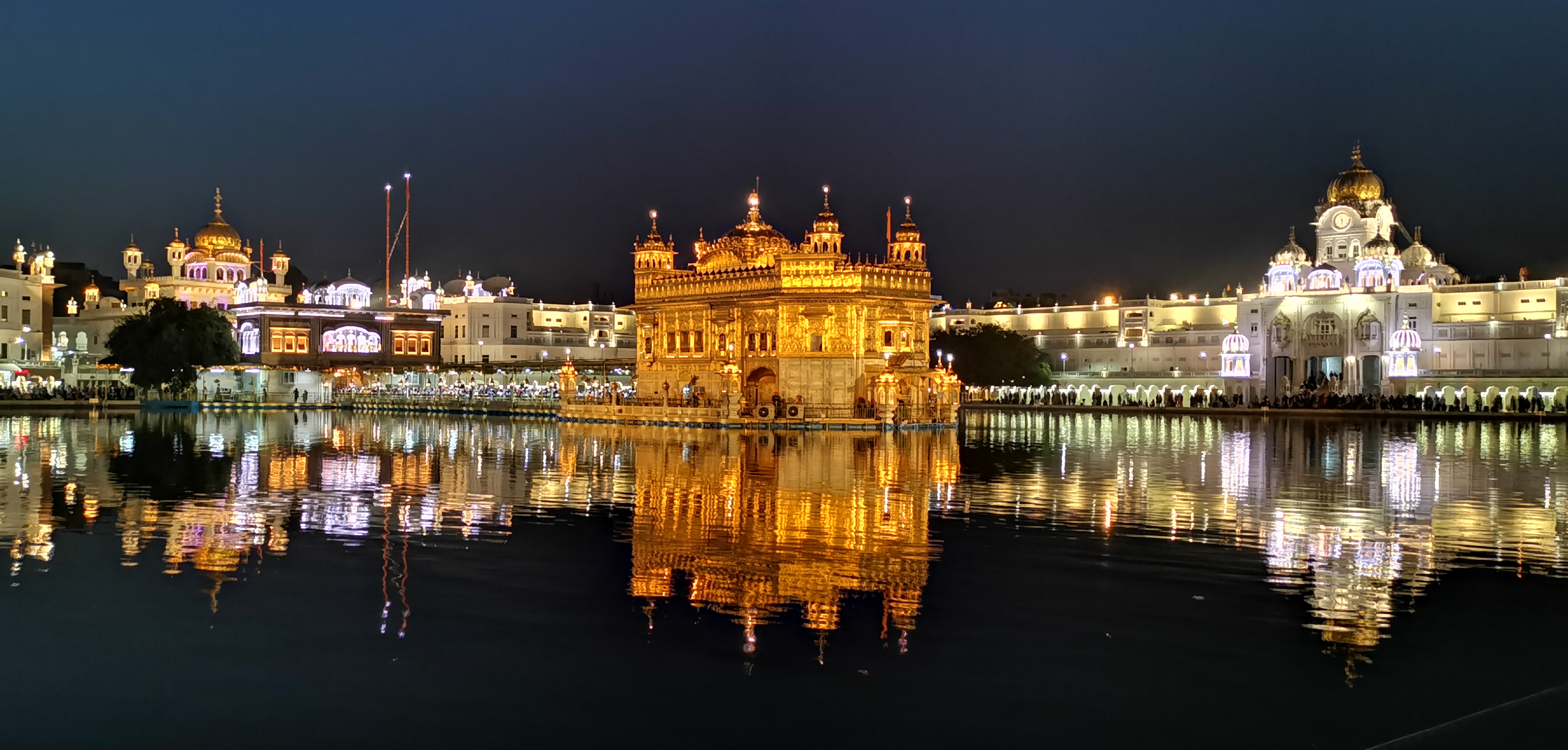
Temple daurat d'Amritsar (acabat el 1604).

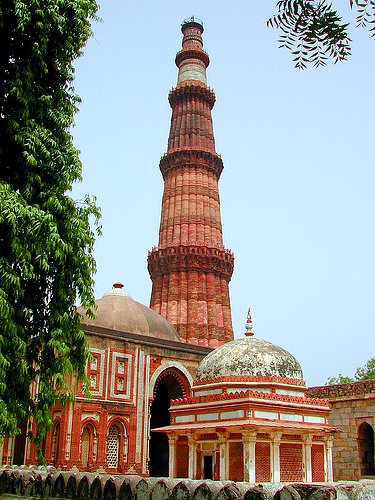
Qutub Minar

Les tombes Mughal de pedra sorrenca i marbre mostren la influència persa. El Fort d'Agra  a Agra (1565–74) i la ciutat amb murs de Fatehpur Sikri (1569–74) a més del Taj Mahal,(1628–58) són mostres de l'estil d'aquest període d'influència islàmica.
Alguns especialistes hi veuen també influència europea pel regnat de Manuel I de Portugal

## Era colonial (1500 - 1947)

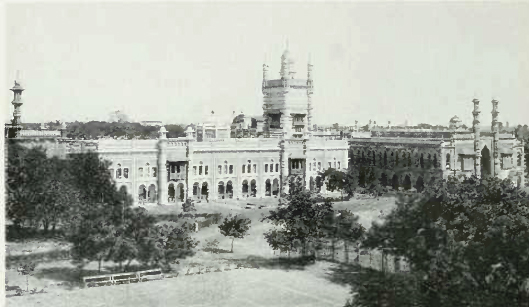
Palau de Chepauk a Chennai, residència del Nawab d'Arcot

Sota el govern colonialista, l'arquitectura va esdevenir un emblema del poder i de la conquesta
Els britànics, els francesos els neerlandesos i els portuguesos van ser les principals forces colonialistes a l'Índia.

Les principals ciutats colonials dels britànics van ser Madràs, Calcuta, Bombai, Delhi, Agra, Bankipore, Karachi, Nagpur, Bhopal i Hyderabad.
St Andrews Kirk a Chennai té renom per la bellesa del seu estil colonial.
El Victoria Memorial de Calcuta, és un monument símbol de l'Imperi Britànic que ocupa 26 hectàrees, està envoltat per estanys. Té un gran parc i està fet amb marbre .

## República d'Índia des de 1947
En els anys recents les ciutats de l'Índia han crescut molt. L'urbanisme oficial a l'Índia pretén servir a la classe treballadora. Growing awareness of ecology has influenced architecture in India during modern times.
L'arquitectura actual de l'Índia reflecteix les diverses sensibilitats socio-culturals que varien segons les regions del país. Certes zones dels habitatges tradicionalment estan reservades a les dones.